# Tonight (Big Bang-album)
A Tonight a dél-koreai Big Bang együttes 2011-ben megjelent középlemeze, mely kétéves kihagyás után jelent meg. Az albumot pozitívan fogadták, vezette a Kaon slágerlistáját, az iTunes Store popzenei toplistájának 9. helyén debütált, megelőzve Lady Gaga-t, az albumok toplistáján pedig a 18. helyen szerepelt. Dél-Koreában 136 594 példányban fogyott belőle.

## Dalok
| Tonight | Tonight                 | Tonight          | Tonight                               | Tonight | Tonight | Tonight | Tonight | Tonight | Tonight |
| #       | Cím                     | Dalszöveg        | Zene                                  | Hossz   |         |         |         |         |         |
| ------- | ----------------------- | ---------------- | ------------------------------------- | ------- | ------- | ------- | ------- | ------- | ------- |
| 1.      | Intro (Thank You & You) | G-Dragon, T.O.P. | G-Dragon, Choice37                    | 1:34    |         |         |         |         |         |
| 2.      | Hands Up                | G-Dragon, T.O.P  | G-Dragon, e.knock                     | 3:54    |         |         |         |         |         |
| 3.      | Tonight                 | G-Dragon, T.O.P  | G-Dragon, e.knock                     | 3:39    |         |         |         |         |         |
| 4.      | Somebody to Love        | G-Dragon, T.O.P  | G-Dragon, Ham Szungcshon, Kang Ukcsin | 3:30    |         |         |         |         |         |
| 5.      | What Is Right           | G-Dragon, T.O.P  | G-Dragon, DJ Murf, Peejay             | 3:43    |         |         |         |         |         |
| 6.      | Cafe                    | G-Dragon, T.O.P  | G-Dragon, DJ Murf, Peejay             | 3:40    |         |         |         |         |         |
| 20:05   |                         |                  |                                       |         |         |         |         |         |         |

| Big Bang Special Edition | Big Bang Special Edition                   | Big Bang Special Edition       | Big Bang Special Edition              | Big Bang Special Edition | Big Bang Special Edition | Big Bang Special Edition | Big Bang Special Edition | Big Bang Special Edition | Big Bang Special Edition |
| #                        | Cím                                        | Dalszöveg                      | Zene                                  | Hossz                    |                          |                          |                          |                          |                          |
| ------------------------ | ------------------------------------------ | ------------------------------ | ------------------------------------- | ------------------------ | ------------------------ | ------------------------ | ------------------------ | ------------------------ | ------------------------ |
| 1.                       | Love Song                                  | G-Dragon, Teddy, T.O.P         | Teddy, G-Dragon                       | 3:45                     |                          |                          |                          |                          |                          |
| 2.                       | Stupid Liar                                | G-Dragon, Cshö Philkang, T.O.P | Cshö Philkang, DEE.P                  | 3:54                     |                          |                          |                          |                          |                          |
| 3.                       | Tonight                                    | G-Dragon, T.O.P                | G-Dragon, e.knock                     | 3:43                     |                          |                          |                          |                          |                          |
| 4.                       | High High (G-Dragon & T.O.P)               | G-Dragon, T.O.P, Teddy         | Teddy                                 | 3:10                     |                          |                          |                          |                          |                          |
| 5.                       | Oh Yeah (G-Dragon & T.O.P feat. Pak Pom)   | G-Dragon, T.O.P, Teddy         | Teddy, Sunwoojungah                   | 3:19                     |                          |                          |                          |                          |                          |
| 6.                       | Cafe                                       | G-Dragon, T.O.P                | G-Dragon, DJ Murf, Peejay             | 3:42                     |                          |                          |                          |                          |                          |
| 7.                       | I Need a Girl (Taeyang feat. G-Dragon)     | Jun-goon, G-Dragon             | Jun-goon, Cshö Kupvon                 | 3:40                     |                          |                          |                          |                          |                          |
| 8.                       | Somebody to Love                           | G-Dragon, T.O.P                | G-Dragon, Ham Szungcshon, Kang Ukcsin | 3:34                     |                          |                          |                          |                          |                          |
| 9.                       | What Can I Do (어쩌라고) (Seungri (szóló)) | Seungri, G-Dragon              | Seungri, Cshö Philkang, Big Tone      | 3:40                     |                          |                          |                          |                          |                          |
| 10.                      | Baby Don't Cry (Daesung (szóló))           | e.knock                        | e.knock                               | 4:31                     |                          |                          |                          |                          |                          |
| 37:40                    |                                            |                                |                                       |                          |                          |                          |                          |                          |                          |

## Helyezések
| Toplisták (2011)                 | Legjobb helyezés |
| -------------------------------- | ---------------- |
| Kaon                             | 1                |
| U.S. Billboard Heatseekers Chart | 3                |
| U.S. Billboard Independent Chart | 29               |
| U.S. Billboard World Music Chart | 3                |